# 摩根城 (路易斯安那州)
摩根城（英語：Morgan City），是美国路易斯安那州下属的一座城市。根据2010年美国人口普查，该市有人口12,404人。建置上，属于“city”。